# Cratere Licinia
Licinia è un cratere sulla superficie di 4 Vesta.